# Bahram Mavaddat
Bahram Mavaddat (30 gennaio 1950) è un ex calciatore iraniano, di ruolo portiere.

## Palmarès

### Club

#### Competizioni nazionali
- Campionato iraniano: 2

Persepolis: 1973-1974, 1975-1976